# José Roberto Miranda
José Roberto Miranda é um pesquisador brasileiro da Embrapa, e desenvolve projetos com o Ministério da Defesa e de Biodiversidade. Doutor em ecologia a mais de 28 anos. Já participou de diversos projetos 

## Carreira
Possui graduação em Ciências Biológicas pela Universidade de São Paulo (1981), mestrado em Écologie Générale Et Appliquée pela Université Montpellier 2 Sciences et Techniques (1983) e doutorado em Biologie Des Organismes Populations Et Ecosistèmes também pela Université Montpellier 2 Sciences et Techniques (1986).
Foi professor de graduação, pós-graduação e orientador de diversas teses de mestrandos no Instituto de Biociências da Universidade de São Paulo da Universidade de São Paulo. Vindo posteriormente se tornar pesquisador e chefe geral (1993/2001) da Embrapa Monitoramento por Satélite. 
Atualmente é membro do conselho da Prefeitura Municipal de Campinas no estado de São Paulo e pesquisador III da Empresa Brasileira de Pesquisa Agropecuária. 
É autor de várias obras, sendo a maioria publicada pela Lei Rouanet.
Tem experiência na área de Ecologia, com ênfase em Ecologia Aplicada, atuando principalmente nos seguintes temas: biodiversidade, ecologia de povoamentos, agricultura orgânica, gestão ambiental e planejamento, gestão e território. 
Ainda trabalha diretamente com o Ministério da Defesa das Forças Armadas, desenvolvendo projetos de gestão territorial e geoprocessamento de dados com o Exército Brasileiro.
Também é Membro da Société Herpétologique de France ligada ao Ministério do Meio Ambiente da França e Membro da Société Amis de la Mer de la Fondation Jacques Costeau, e também membro Executivo da Sociedade Greenpeace na França. Está associado a Sociedade Brasileira para o Progresso da Ciência (SBPC) e a Société d`Écologie ligada a Secretaria da Fauna e Flora da França. É Membro pleno da "La Red International de Metodologia de Investigacion de Sistemas de Produccíon (RIMISP) e Consultor ad hoc da FAPESP.

## Livros Publicados
- História da Soja: a trajetória da cultura da soja na história da humanidade (2010)
- Serra do Japi Uma testemunha da história da terra / The Japi Montains A witness to the history of the land (2009)
- História da Cana de Açúcar / History of sugarcane (2008)[5]
- Imagens e encantos da Mata de Santa Genebra / Sights and wonders of the Santa Genebra (2008)
- Bacia do Rio Jundiaí (2006)
- Paulínia: história e memória dos trilhos da Carril ás chamas do progresso (2006)
- Embrapa Monitoramento por Satélite - 20 anos (2009)
- Impacto ambiental y sostenibilidad agricola: la contribución de los Sistemas de Informaciones Geográficas (1995)

## Prêmios e Títulos
- Amigo da Guarda Municipal de Campinas, Guarda Municipal de Campinas (2006).
- Medalha Castelo Branco, Núcleo Preparatório de Oficiais da Reserva-NPOR do 28º BIL-Batalhão de Infantaria Leve (2005).
- Medalha do Cinqüentário do Policiamento Florestal e de Mananciais do Estado SP, Polícia Militar do Estado de São Paulo (1999).
- Ordem do Mérito do Forte São Joaquim - grau cavaleiro, Governo do Estado de Roraima (1998)[6].
- Medalha do Pacificador, Ministério do Exército Brasileiro (1996)[5].
- Colaborador e Mérito do Exército, Ministério do Exército Brasileiro (1996).